# Kumundhoo
Kumundhoo (Dhivehi: ކުމުންދޫ) is een van de bewoonde eilanden van het Haa Dhaalu-atol behorende tot de Maldiven.

## Demografie
Kumundhoo telt (stand december 2006) 645 vrouwen en 676 mannen.